# Pseudione andamanicae
Pseudione andamanicae är en kräftdjursart som beskrevs av M. Bourdon1976. Pseudione andamanicae ingår i släktet Pseudione och familjen Bopyridae. Inga underarter finns listade i Catalogue of Life.